# FIFA 22
FIFA 22 је видео игра симулације фудбала коју издаје Electronic Arts. То је 29. издање FIFA видео игре и објављено је широм света 1. октобра 2021. године за Microsoft Windows, Nintendo Switch, PlayStation 4, PlayStation 5, XBox One и XBox Series X/S. Играчи који су унапред наручили улимативно издање добили су приступ видео игри 4 дана раније и могли су да играју игру од 27. септембра 2021. године. Килијан Ембапе је другу годину узастопно на почетној страни ове видео игре.

## Карактеристике

### HyperMotion технологија
FIFA 22 уводи „HyperMotion” технологију која користи податке о снимању покрета прикупљених од 22 играча из стварног живота који играју фудбалску утакмицу јаког ритма у опреми за снимање покрета. Подаци прикупљени од покрета играча као што су стартови, дуели у ваздуху и акције са лоптом дају динамичност видео игри FIFA 22. Према саопштењу „EA Sports”, FIFA 22 користи ове податке у свом алгоритму за машинско учење који користи преко 8,7 милиона кадрова напредног снимања меча да генерише покрете и анимације играча са и без лопте налик на реалност. Технологија „HyperMotion ” је доступна само верзијама 9. генерације и „Stadio” верзијама видео игара.

### Режим каријере
„Режим каријере” за једног играча у видео игри FIFA 22 је представљен тако да корисник може да учествује у видео игри као играч или као менаџер током 15-годишње каријере. FIFA 22 уводи опцију креирања клуба у каријери менаџера, омогућавајући корисницима видео игре да дизајнирају нови клуб са прилагођеним дресовима, грбом и домаћим стадионом. „Режим каријере” уводи могућност да корисник може унапредити свог играча прикупљањем поена који откључавају вештине и омогућавају побољшања способности играча.

### Ултимативни тим
FIFA 22 ултимативни тим је режим игре у ком корисници могу да праве свој тим и играју онлајн или офлајн утакмице да би зарадили разне картице са играчима (FUT Heroes) које могу додати свом тиму. FIFA 22 ултимативни тим је представио картице (FUT Heroes) које представљају играче са посебним оценама. На листи картица налазе се: Марио Гомез, Тим Кејхил, Дијего Милито, Хорхе Кампос, Фернандо Моријентес, Роби Кин, Абеди Пеле, Клинт Демпси, Ларс Рикен, Оле Гунар Солшер, Антонио ди Натале, Иван Кордоба, Фреди Јунгберг, Јирген Колер, Јежи Дудек, Александар Мостовој, Џо Кол, Давид Жинола.
Да би се корисници видео игре забавили, примењују се промоције картица играча. Ове промоције се праве на дан неког важног догађаја широм света, као на пример на дан Божића. Постоје и промоције у вези са догађајима као што су UEFA Лига Шампиона, UEFA Лига Европе или UEFA Лига Конференције. Две најважније промоције у сезони ове видео игре су тим године, где се велича најбољих 12 играча године и тим сезоне, где се величају најбољи играчи из најквалитетнијих лига на свету. Све ове промоције побољшавају статистику играча, од физичких до техничких карактеристика играча.
Као и у видео игри FIFA 21, познатим бившим играчима додељују се картице „икона”, нешто слично као картице FUT Heroes. Нови играчи додати на картицама „икона” у видео игри FIFA 22 су: Икер Касиљас, Робин ван Перси, Вејн Руни и Кафу. Картице „икона” су класификоване као изузетно ретке, вероватноћа да чете их добити је испод 1%.

### Volta Фудбал
Nova „Volta” механика у видео игри FIFA 22 омогућује играчима да активирају посебне способности током меча. Доступне су 3 препознатљиве способности: снага ударца, повећана брзина и агресиван старт. Корисници видео игре FIFA 22 ће у онлајн режимима рада имати прилику да играју са 3 највише играча.

### Pro clubs
„Pro clubs” је режим видео игре у којем играчи могу да праве сопствени виртуелни лик, како би учествовали у онлајн мечевима 11 на 11. Корисници видео игре могу да играју са 10 других пријатеља у онлајн мечу где сваки корисник контролише свог виртуелног играча на терену. Корисници такође могу да прилагоде физички стас по жељи, што утиче на способности виртуелних играча у игри. Виши виртуелни играч би, на пример, генерално имао мању брзину трчања од нижег виртуелног играча. Способности „Pro clubs” виртуелних играча се побољшавају током времена играјући што више утакмица. Корисници видео игре имају могућност да мењају поједине карактеристике свог тима, као што су грб, дресови или изглед стадиона.

### Особине играча
Особине су квалитети које играч поседује и оне утичу на понашање играча у игри. Свака особина има специфичну функцију која одређује начин на који се играч контролише, било од стране корисника видео игре или рачунара. Особине су подељене у 4 различите категорије: стандардне особине, „CPU AI” особине, особине режима каријере и „Volta” фудбал особине. Стандардне особине утичу на контролу корисника. Ове особине се састоје од различитих врста шутева, убацивања, вештине додавања, вештине дриблинга и здравља играча. „CPU AI” особине нам дају сличне вештине као и стандардне особине, међутим, оне утичу на играча само када их рачунар контролише. Особине режима каријере и „Volta” фудбал особине утичу само на играча у њиховим одговарајућим режимима игре.

### Лиценце
Ова видео игра има више од 30 званично лиценцираних лига, више од 700 клубова и више од 17 000 играча. По први пут је додата индијска Супер лига и њених 11 тимова, као и UEFA Лига Конференције, трећи ниво европског клупског фудбала, основана 2021. године. Нови стадиони додати у видео игру су Стадион светлости (дом фудбалера ФК Бенфике) и Нова Мирандиља (дом удбалера Кадиза). Поред тога, у јануару 2022. године, путем ажурирања, у видео игру додат је и Комјунити стадион (дом фудбалера Брентфорда). Са Комјунити стадионом, FIFA 22 поседује стадионе свих 20 тимова Премијер лиге.
Јувентус, Рома, Аталанта и Лацио нису представљени у видео игри FIFA 22, већ се појављују под именима Piemonte Calcio, Roma FC, Bergamo Calcio и Latium. Видео игра задржава личности играча ових клубова, али званичан грб, дресови и стадиони су замењени прилагођеним дизајном и стадионима које је креирао ЕA Sports. Фудбалски клубови Барселона и Бајерн Минхен су представљени у видео игри са лиценцираним играчима, званичним грбом и дресовима, али немају лиценце за своје стадионе, па стога играју на стадионима генерисаним од стране ЕA Sports-а.
Након најаве канадског глумца Рајана Рејнолдса и америчког глумца Роба Макелхенија у новембру 2020. године, да ће, преко компаније RR McReynolds Company LLC, преузети клуб Wrexham A.F.C. тај клуб је укључен у видео игру као део секције „Остатак света”. Wrexham A.F.C. последњи наступ у FIFA серији је био у FIFA 08, када је клуб испао из 2. лиге у Националну лигу.

#### Уклањања
У фебруару 2022. године, EA Sports је објавио да ће тимови из руске Премијер лиге и фудбалска репрезентација Русије бити уклоњени из видео игре FIFA 22, услед инвазије Русије на Украјину. Ова одлука је донешена након што су FIFA и UEFA забраниле руским тимовима да учествују на међународним такмичењима. Само неколико недеља пре овог догађаја, EA Sports уклонио је Мејсона Гринвуда из видео игре FIFA 22 због оптужби за сексуално злостављање од стране играча Манчестер јунајтеда (играч се није појавио ни на једном мечу од његовог хапшења). У марту 2022. године, EA Sports је суспендовала Диега Марадону и видео игре FIFA 22 након правног спора у којем се тврдило да EA Sports није имао право да користи његову личност.

### Коментатори
Верзија видео игре на Енглеском језику садржи 2 нова коментатора. Стјуарт Робсон замењује Ли Диксона као коментатора са Дереком Рејом, док Алекс Скот замењује Алана Мекиналија у улози ажурирања резултата у игри у режиму каријере. Алекс Скот је прва жена коментатор у историји FIFA видео игара свих генерација и бивша играчица женског тима Арсенала, а из фудбала се повукла 2018. године. Постала је стручњак за „Sky Sports” и „ Match of the Day”. Стјуарт Робсон је одиграо 150 утакмица за Арсенал током своје играчке каријере, пре него што се повукао и придружио Арсеналовом медијском тиму. Радио је и као коментатор за различите медијске куће.

### Музика
| уметник                                     | песма                                   |
| AREA21                                      | Followers                               |
| ArrDee                                      | Oliver Twist                            |
| Baby Queen                                  | You Shaped Hole                         |
| Bakar                                       | The Mission                             |
| binki                                       | Landline                                |
| Bloodmoon                                   | Disarm                                  |
| CAIO PRADO                                  | BAOBÁ                                   |
| Casper Caan                                 | Last Chance                             |
| Che Lingo ft. Tamaraebi                     | Eyes On The Prize                       |
| CHVRCHES                                    | Good Girls                              |
| easy life                                   | skeletons                               |
| Elderbrook & Bob Moses                      | Inner Light                             |
| ENNY                                        | I Want                                  |
| Feiertag ft. Msafiri Zawose                 | Trepidation                             |
| Garden City Movement ft. Lola Marsh         | Summer Night                            |
| girl in red                                 | Apartment 402                           |
| Glass Animals                               | I Don't Wanna Talk (I Just Wanna Dance) |
| Greentea Peng ft. Simmy & Kid Cruise        | Free My People                          |
| Harvey Causon                               | Tenfold                                 |
| Hendrix Harris                              | The Hill                                |
| Hope Tala                                   | Mad                                     |
| Inhaler                                     | Totally                                 |
| ISLAND                                      | Do You Remember The Times               |
| Joy Crookes                                 | Feet Don't Fail Me Now                  |
| Jungle                                      | Talk About It                           |
| Karol Conka & RDD                           | Subida                                  |
| Kero Kero Bonito                            | Well Rested                             |
| Kojey Radical ft. Lex Amor                  | War Outside                             |
| KOKOKO!                                     | Donne Moi, Je Te Donne?                 |
| Little Simz                                 | Fear No Man                             |
| Loyle Carner                                | Yesterday                               |
| Luke Hemmings                               | Motion                                  |
| Moodoïd ft. Melody's Echo Chamber           | Only One Man                            |
| Morad                                       | Seguimos                                |
| Musti & Jelassi ft. GABIFUEGO               | fuego                                   |
| My Morning Jacket                           | Love Love Love                          |
| Pa Salieu ft. slowthai                      | Glidin'                                 |
| Polo & Pan ft. Channel tTres                | Tunnel                                  |
| Polyamory                                   | Hallelujah                              |
| Public Order                                | Feels Like Summer                       |
| Sam Fender                                  | Get You Down                            |
| SEB                                         | seaside_demo                            |
| Shango SK                                   | High Way                                |
| sir Was                                     | Before The Morning Comes                |
| Swedish House Mafia ft. Ty Dolla $ign & 070 | Lifetime                                |
| Terry Presume                               | Act Up                                  |
| The Chemical Brothers                       | The Darkness That You Fear              |
| TSHA ft. Trio Da Kali                       | Demba                                   |
| V.I.C                                       | A Teen                                  |
| Willow Kayne                                | Two Seater                              |
| Yard Act                                    | The Overload                            |
| Young Franco ft. Denzel Curry & Pell        | Fallin' Apart                           |

| уметник                                            | песма                                   |
| -------------------------------------------------- | --------------------------------------- |
| 84 Controller ft. Caitlyn Scarlett                 | U & Me                                  |
| AC Slater, Darkzy & P Money                        | Vibes On Tap                            |
| Apollo BrownAitch ft. Avelino                      | Party Round My Place                    |
| AJ Tracey & Mabel                                  | West Ten                                |
| Aluna                                              | Body Pump (Sammy Virji Remix)           |
| Amber Mark                                         | Mixer (Preditah Remix)                  |
| Ares Carter ft. Charlotte Haining                  | Out Of Lives                            |
| Armand Van Helden & Riva Starr ft. Sharlene Hector | Step It Up (Zach Witness Remix)         |
| Ashnikko ft. Kelis                                 | Deal With It                            |
| Baauer                                             | GoGo!                                   |
| badmómzjay                                         | Tu nicht so                             |
| Big Zuu ft. D Double E                             | Variation                               |
| Bklava                                             | Thinkin' Of You                         |
| Bluey                                              | Wine It                                 |
| BROCKHAMPTON ft. Danny Brown                       | BUZZCUT                                 |
| Caribou                                            | Never Come Back                         |
| CHIKA                                              | HICKORY DICKORY                         |
| Choomba ft. LP Giobbi & Blush'ko                   | Say It                                  |
| COBRAH                                             | U KNOW ME                               |
| Cole LC ft. Adz                                    | Westbrook                               |
| Crush Club                                         | Believer                                |
| Dan D'Lion                                         | Good Times to Come                      |
| DJ Snake & Malaa                                   | Pondicherry                             |
| DRS & Mozey                                        | Dance The Night Away                    |
| EARTHGANG ft. Future                               | Billi                                   |
| Firebeatz                                          | Let's Get Down                          |
| FLOHIO                                             | Whiplash                                |
| Headie One ft. Young T & Bugsey                    | Princess Cuts                           |
| Hermitude                                          | HyperParadise (Flume Remix) [GANZ Flip] |
| Holy Fuck (in game as "Holy ****")                 | Deleters (APRE Remix)                   |
| Hybrid Minds ft. Grace Grundy                      | Bad To Me                               |
| JAE5 ft. Skepta & Rema                             | Dimension                               |
| Jay Prince                                         | In the Morning                          |
| Jimothy Lacoste                                    | Describe A Vibe                         |
| John Newman                                        | Love Me Again (Vice Remix)              |
| Kah-Lo                                             | Commandments                            |
| Kent Jones ft. Rick Ross                           | Bout That                               |
| Keys N Krates                                      | Brazilian Love Song                     |
| KREAM                                              | Take Control                            |
| Lice (Aesop Rock & Homeboy Sandman)                | Ask Anyone                              |
| Lorde ft. Run The Jewels                           | Supercut (El-P Remix)                   |
| LoveLeo ft. Rico Nasty                             | TUNG TIED                               |
| Machinedrum ft. Dawn Richard                       | Do It 4 U                               |
| Major Lazer ft. Sia & Labrinth                     | Titans (VIP Remix)                      |
| Manga Saint Hilare & Lewi B                        | Don't Just Sit There. Do Something.     |
| MK xyz                                             | GEAUX                                   |
| Mr Jukes & Barney Artist ft. Kofi Stone            | Check The Pulse                         |
| Neon Nights ft. Outlaw The Artist                  | Shining                                 |
| NOISY                                              | 24/7                                    |
| Nutty P & PAV4N                                    | Moves                                   |
| NVDES                                              | Out With A Bang                         |
| Odeal                                              | More Life                               |
| Orang Utan                                         | Who's Your Love?                        |
| P Money & Silencer                                 | Doing Well                              |
| PAV4N & Kromestar                                  | STASIS                                  |
| Rêve                                               | CTRL+ALT+DELETE                         |
| RL Grime & ISOxo                                   | Stinger                                 |
| Saint Bodhi                                        | Blessed                                 |
| seeyousoon                                         | BEN AFFLECK                             |
| Shay D                                             | Talk Of The Town                        |
| Shygirl                                            | Siren                                   |
| Statik Selektah ft. Joey Bad4$$                    | Watch Me                                |
| Stylolive & Los Rakas & Happy Colors               | UNO 2 TRES                              |
| Terrell Hines                                      | Otherside                               |
| The Chemical Brothers                              | The Darkness That You Fear              |
| The Dirty 33 & Bobbie Johnson                      | Glowed Up                               |
| Verb T & Illinformed                               | Low Notes                               |
| Wacotron                                           | Toothpaste                              |
| XVOTO                                              | Brainfreeze                             |
| Yeboyah                                            | Just se                                 |

## Издање

### Издања
FIFA 22 је доступна преко 2 издања, Standard издање и Ultimate издање. Док су претходне видео игре у FIFA серији укључивале и Champions издање, FIFA 22 га нема. Играчи који су унапред наручили Ultimate издање добили су разне бонусе и 4 дана ранијег приступа видео игри.

#### Standard издање
Standard издање FIFA 22 има цену од 59,99 долара на конзолама претходне генерације као што су PlayStation 4 и XBox One, и цену од 69,99 долара за конзоле нове генерације као што су PlayStation 5 и XBox Series X/S. Играчи који су унапред наручили Standard издање имали су право на следеће бонусе:
1. Једног играча из тима недеље
2. Позајмицу Килијана Ембапеа
3. Режим каријере домаћег талента

#### Ultimate издање
Ultimate издање видео игре FIFA 22 је објављено по цени од 99,99 долара на свим конзолама. Играчи који су унапред наручили Ultimate издање имали су право на исте бонусе као стандардно издање, са додатком од следећих бонуса:
1. 4 600 FIFA поена
2. Бесплатна надоградња на конзоле нове генерације
3. 4 дана ранијег приступа

### Амбасадори
FIFA амбасадори су обично су обично добро познати садашњи или бивши играчи који су представљени на насловној страни, екранима за учитавање, у пакетима ултимативног тима и у рекламним кампањама. Сон Хенг-мин, Давид Алаба, Кристијан Пулишић, Фил Фоден, Алфонсо Дејвис и Трент Александер-Арнолд су именовани за званичне амбасадоре ове видео игре.

## Одзив

### Продаја
77% процената продаје видео игре FIFA 22 била су дигитална преузимања током прве недеље након објављивања, што је значајан скок са 62% за прошлогодишњу верзију (FIFA 21). Од децембра 2021. године EA Sports изјављује да је широм света продато преко 9 милиона примерака видео игре FIFA 22, и да је одиграно преко 460 милиона мечева. Фирма за аналитику података, GFK, изјавила је да је FIFA 22 најпродаванија видео игра у 17 од 19 европских земаља.

### Награде
| Година | Награда                           | Категорија                               | Резултат   |
| ------ | --------------------------------- | ---------------------------------------- | ---------- |
| 2021   | The Game Awards                   | Најбоља спортска/тркачка игра            | Номинација |
| 2022   | Guild of Music Supervisors Awards | Најбољи музички супервизор за видео игру | Победник   |

### Коментари
FIFA 22 је добила генерално повољне коментаре за PlayStation 5 и XBox Series X/S. Nintendo Switch верзија је била широко критикована због тога што је у великој мери остала непромењена у односу на претходну верзију видео игре (FIFA 21), која је и сама била углавном непромењена у односу на верзије FIFA 20 и FIFA 19. У прегледу игре од стране Bleacher Report, константовано је да је FIFA 22 најбоље издање од свих серија видео игара са својом „HyperMotion” технологијом. Нека од тих побољшања укључује и то што играчи реагују на снажније пасове и агилнији играчи су пуно флексибилнији и бржи. Популарни веб сајт за преглед видео игара, IGN, наводи да FIFA 22 користи графичке снаге видео конзола нове генерације, и тако добија дубље и импресивније визуелне ефекте. IGN је такође навео да је музика за видео игру FIFA 22 била једна од најсвеобухватнијих плејлиста последњих година.

## Професионални турнири
FIFA 22 Global Series је серија онлајн турнира чији је домаћин ЕА Sports. Турнири се одржавају искључиво на PlayStation 5 где играчи учествују у тимовима од једног или двојице играча. Да би се квалификовали за турнир, корисници морају да се такмиче у својим регионима за високе пласмане на табели, а потом на глобалним серијским опенима. Глобални серијски опени су турнири који угошћују најбоље рангиране играче у својим регионима, а победници добијају новчане награде од 3 500 до 10 000 долара.